# Chitonotus pugetensis
Chitonotus pugetensis és una espècie de peix pertanyent a la família dels còtids i l'única del gènere Chitonotus.

## Descripció
- Fa 23 cm de llargària màxima.
- Aleta caudal grossa.
- Aletes pèlviques petites.[3][4]

## Alimentació
Menja gambes i d'altres crustacis.

## Hàbitat
És un peix marí, demersal i de clima subtropical.

## Distribució geogràfica
Es troba al Pacífic oriental: des del nord de la Colúmbia Britànica fins al sud de la Baixa Califòrnia (Mèxic). És probable que també sigui present al sud-est d'Alaska.

## Costums
És nocturn.

## Observacions
És inofensiu per als humans.